# تجمع صوميد (رماة)

تعديل مصدري - تعديل

تجمع صوميد هي إحدى قرى عزلة رماة بمديرية رماة التابعة لمحافظة حضرموت، بلغ تعداد سكانها 74 نسمة حسب تعداد اليمن لعام 2004.